# Nasuhzade Ali Pasha

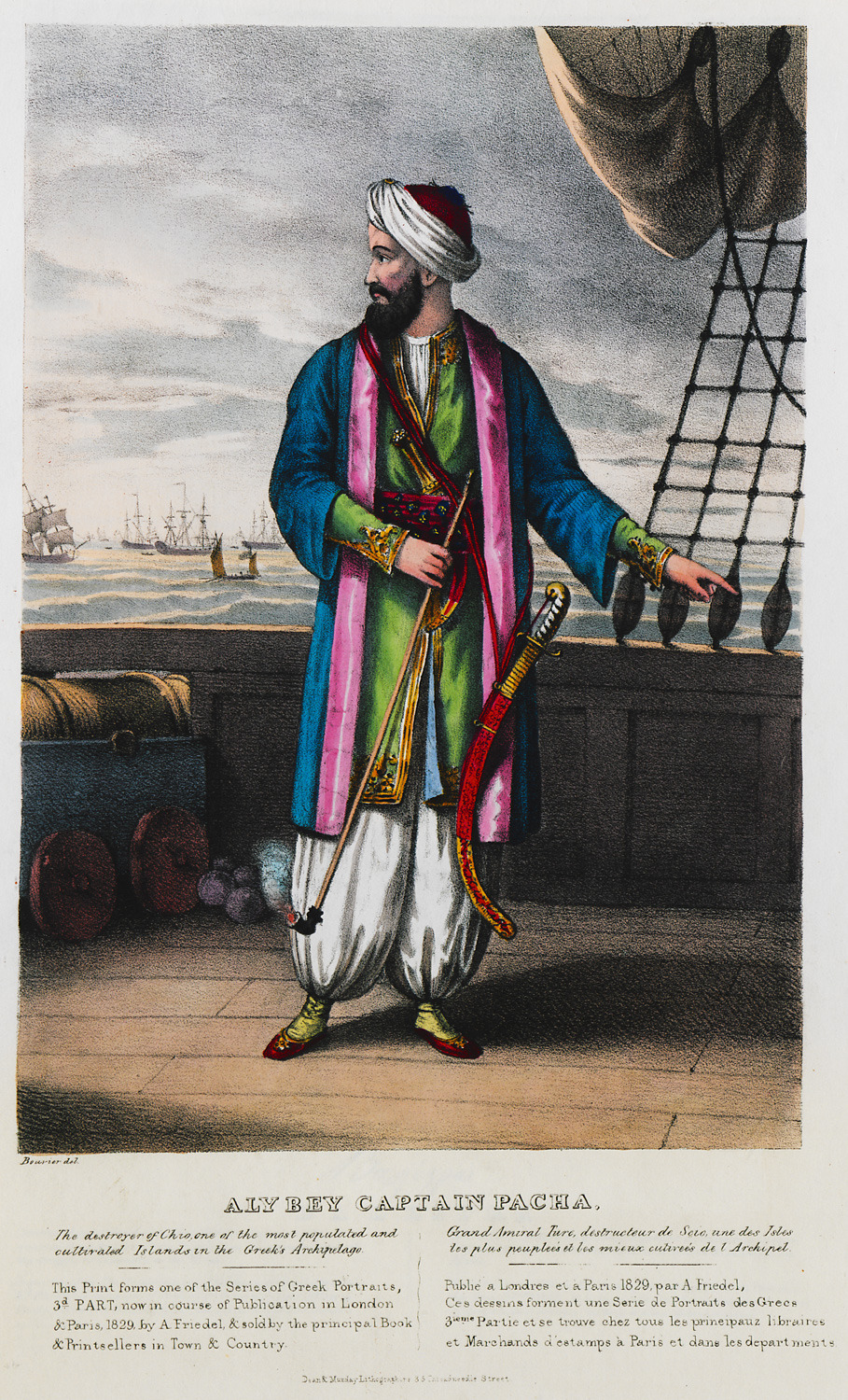
Nasuhzade Ali Pasha.

Nasuhzade Ali Pasha (en turco: Nasuhzade Ali Paşa), también conocido como Kara Ali Pasha, fue un marino otomano, gran almirante de la flota imperial entre 1821 y 1822, durante las primeras etapas de la Guerra de Independencia griega. Dirigió la masacre de Quíos en abril de 1822. Murió cuando un brulote capitaneado por Konstantinos Kanaris hizo estallar su buque insignia en el puerto de Quíos en la noche del 18 al 19 de junio de 1822.